# 宗麦乡
宗麦乡，是中华人民共和国四川省甘孜藏族自治州炉霍县下辖的一个乡镇级行政单位。

## 行政区划
宗麦乡下辖以下地区：
本学村、绒沙马村、三角村、阿吾村、呷麦村、然育村、双马村、阿拉村、本科村、交西村、托塔村和仁真村。